# Idan Tal
Idan Tal (Gerusalemme, 13 settembre 1975) è un ex calciatore israeliano, di ruolo centrocampista.

## Carriera
Fu eletto calciatore israeliano dell'anno nel 2005.